# Копп Вадим Якович
Копп Вадим Якович (8 вересня 1950 — 3 серпня 2024) — доктор технічних наук (1992), професор. Заслужений діяч науки і техніки України (2009). Завідувач кафедри автоматизованих приладних систем Севастопольського національного технічного університету.
Працював в Севастопольському національному технічному університеті з 1976 р. (раніше — Севастопольський приладобудівний інститут).
Захистив кандидатську дисертацію за темою «Методи побудови цифрових пневмоприводів автоматизованих машин», спеціальність 05.13.07 — Автоматизація технологічних процесів (1983), та докторську дисертацію за темою «Методи аналізу і синтезу багатопотокових автоматизованих складальних систем» за тією ж спеціальністю (1992). Професор, завідувач кафедри «Автоматизовані приладові системи» СевНТУ, керівник науково-дослідної лабораторії «Системи автоматизації вимірювань».
В. Я. Копп — член редколегії наукових збірників Севастопольського національного технічного університету: «Вісник СевГТУ» (Автоматизація процесів і керування), «Оптимізація виробничих процесів» (відповідальний редактор).
Упродовж ряду років професор був головою міжнародної науково-технічної конференції «Автоматизація: проблеми, ідеї, рішення», а також членом оргкомітетів міжнародних конференцій в Росії та Польщі.
В. Я. Коппом підготовлено чотири доктори технічних наук і одинадцять кандидатів технічних наук у галузі автоматизації технологічних процесів і суміжних областях. У співавторстві ним видані шість монографії і два навчальні посібники, опубліковано більше 400 друкованих наукових праць. Науковець є автором 32 винаходів.
Серед найважливіших наукових досягнень професора Коппа В.Я. слід відзначити:
- розроблення методів моделювання напівмарківських систем, що дозволяють отримувати чіткі рішення для аналізу функціонування автоматизованих систем;
- доведення леми та теореми, що дозволяють спростити моделювання напівмарківських систем із безперервним фазовим простором;
- виявлення взаємозв'язку між поняттями «невизначеність» у технічних вимірюваннях та теорії інформації;
- розроблення комплексу моделей селективного складання елементів;
- створення напівмарківських математичних моделей для аналізу надійності та продуктивності механоскладального виробництва.

Результати наукових досліджень науковця знайшли практичне застосування у різних галузях промисловості та сприяли розвитку інтелектуальних інформаційно-керуючих систем.